# Архиепархия Нуэва-Памплоны
Архиепархия Нуэва-Памплоны (лат. Archidioecesis Neo-Pampilonensis) — архиепархия Римско-Католической церкви с центром в городе Памплона, Колумбия. Архиепархия Нуэва-Памплоны распространяет свою юрисдикцию на территорию колумбийского департамента Северный Сантандер. В митрополию Нуэва-Памплоны входят епархии Арауки, Кукуты, Оканьи, Тибу. Кафедральным собором архиепархии Нуэва-Памплоны является церковь святой Клары.

## История
25 сентября 1835 года Римский папа Григорий XVI издал буллу «Coelestem agricolam», которой учредил епархию Нуэва-Памплоны, выделив её из епархии Мериды (сегодня — Архиепархия Мериды). В этот же день епархия Нуэва-Памплоны вошла в митрополию Сантафе в Новой Гранаде (сегодня — Архиепархия Боготы).
В следующие годы епархия Нуэва-Памплоны передала часть своей территории для образования новых церковных административных единиц:
- 30 августа 1894 года — епархии Толимы (упразднена в 1900 году);
- 20 марта 1895 года — епархии Сокорро (сегодня — Епархия Сокорро-и-Сан-Хиля);
- 20 апреля 1928 года — апостольской префектуре Рио-Магдалены (сегодня — Епархия Барранкабермехи);
- 15 июня 1945 года — апостольской префектуре Лабатеки (упразднена в 1956 году);
- 1 августа 1951 года — территориальной прелатуре Бертрании (сегодня — Епархия Тибу);
- 17 декабря 1952 года — епархии Букараманги (сегодня — Архиепархия Букараманги).

29 мая 1956 года Римский папа Пий XII издал буллу «Dum rerum humanarum», которой передал часть территории епархии Нуэва-Памплоны новой епархии Кукуты и одновременно возвёл епархию Нуэва-Памплоны в ранг архиепархии.

## Ординарии архиепархии
- епископ José Jorge Torres Estans (30.08.1837 — 17.04.1853);
- епископ José Luis Niño (27.05.1856 — 12.02.1864);
- епископ Bonifacio Antonio Toscano (14.11.1865 — 16.01.1874);
- епископ Indalecio Barreto (3.12.1874 — 19.03.1875);
- епископ Ignacio Antonio Parra (17.09.1875 — 15.08.1909);
- епископ Evaristo Blanco (27.03.1909 — 15.09.1915);
- епископ Rafael Afanador y Cadena (4.06.1916 — 29.05.1956);
- архиепископ Bernardo Botero Álvarez C.M.[1] (29.05.1956 — 28.06.1959);
- архиепископ Анибаль Муньос Дуке (3.08.1959 — 30.03.1968);
- архиепископ Alfredo Rubio Díaz (27.03.1968 — 28.02.1978);
- архиепископ Марио Револьо Браво (28.02.1978 — 25.06.1984) — назначен архиепископом Боготы;
- архиепископ Rafael Sarmiento Peralta (12.01.1985 — 21.06.1994);
- архиепископ Víctor Manuel López Forero (21.06.1994 — 27.06.1998) — назначен архиепископом Букараманги;
- архиепископ Gustavo Martínez Frías (18.03.1999 — 29.08.2009);
- архиепископ Luis Madrid Merlano (30.03.2010 — по настоящее время).